# Galatasaray S.K.
Galatasaray Spor Kulübü là một câu lạc bộ thể thao Thổ Nhĩ Kỳ với 2 môn thể thao nổi tiếng nhất là bóng đá và bóng chày. Câu lạc bộ đặt trụ sở ở thành phố Istanbul. Galatasaray cũng có những môn thể thao khác như điền kinh, bóng rổ, bóng rổ xe lăn, bóng chuyền, bóng nước, bơi lội, chèo thuyền, thuyền buồm, Judo, cưỡi ngựa, bóng ném, quần vợt và đua xe.